# Provincia fitogeográfica pampeana
La Provincia fitogeográfica Pampeana es una de las secciones en que se divide el Dominio fitogeográfico Chaqueño. Se extiende entre los 30° y 39° de latitud sur, abarcando las llanuras orientales del Cono Sur americano, salpicada de lagunas, bañados, arroyos, y escasos cordones serranos. Incluye formaciones de estepas y praderas, en su mayor parte.

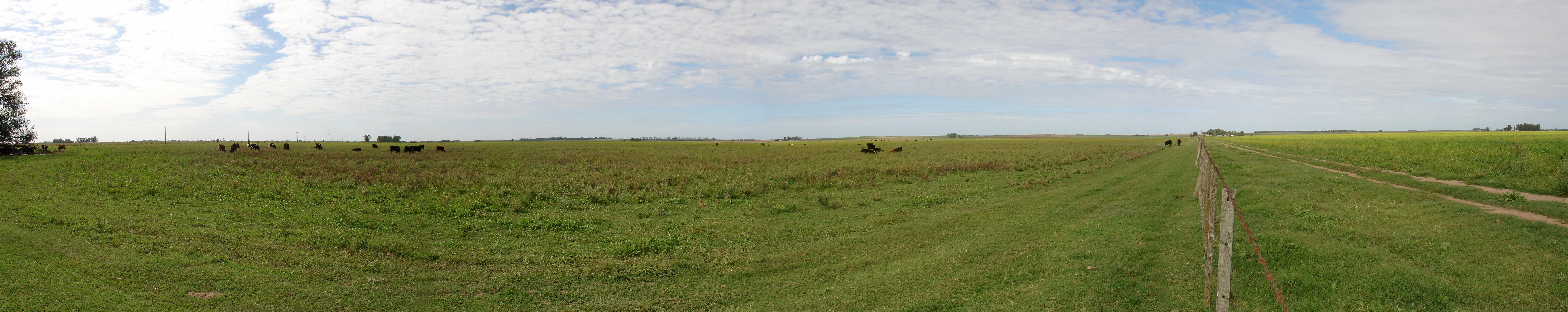
Panorámica del pastizal presente en las cercanías de Winifreda, departamento Conhelo, La Pampa, Argentina.

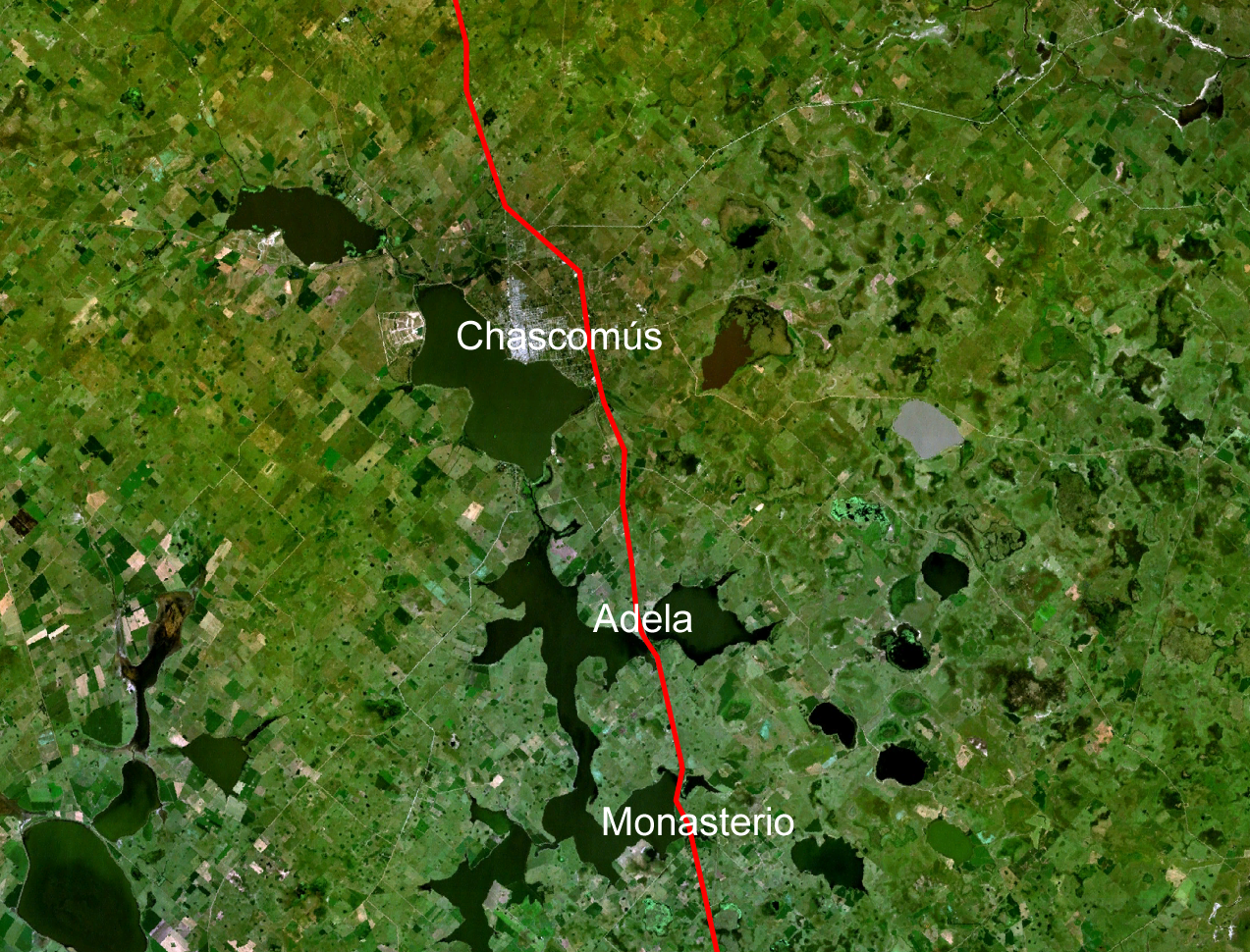
Foto satelital de la zona de Chascomús, donde se presenta vegetación característica de la cuenca del Salado.

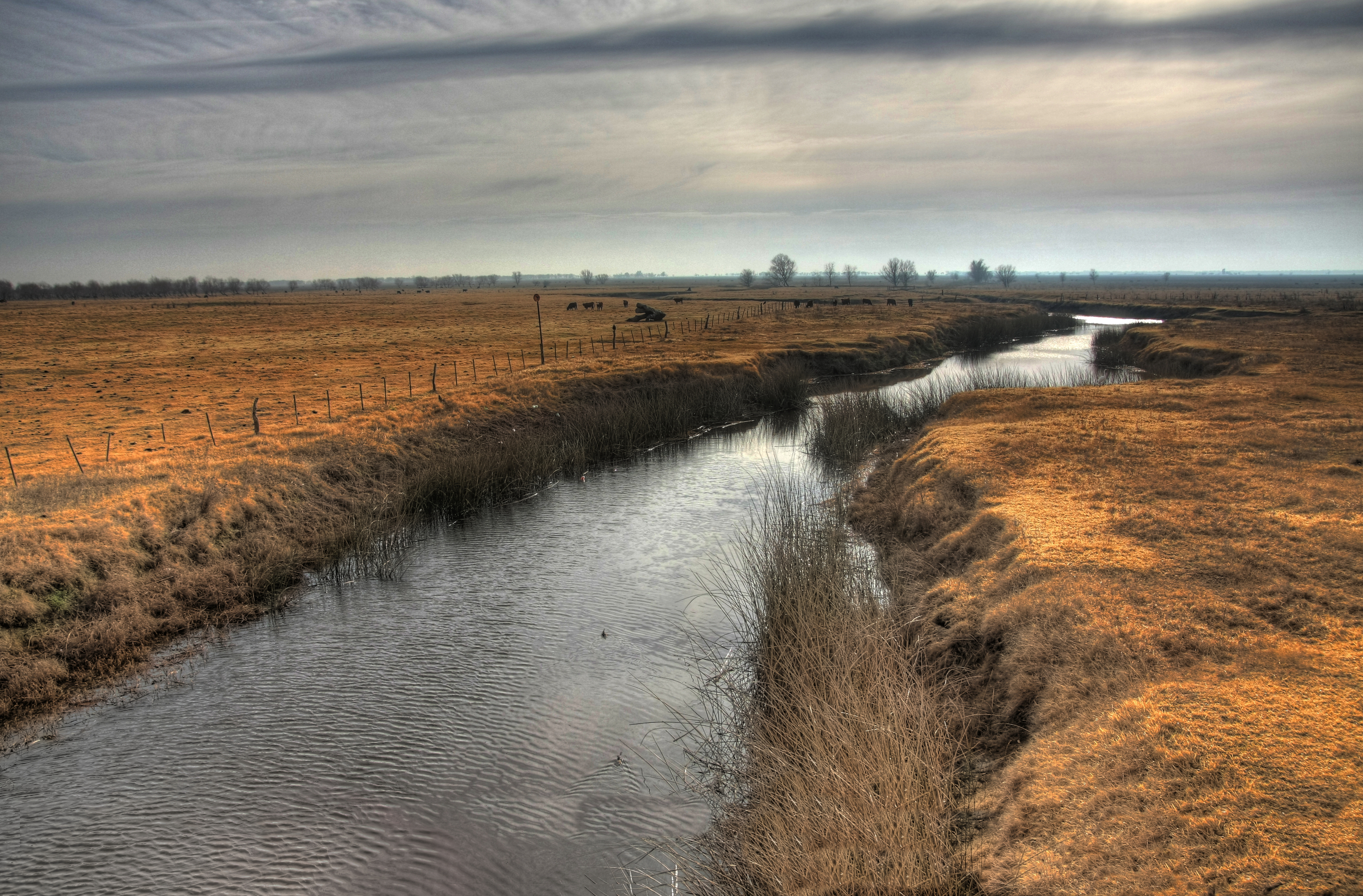
Vista invernal del pastizal, ya afectado por intensas heladas. Partido-municipio de San Pedro, Provincia de Buenos Aires.

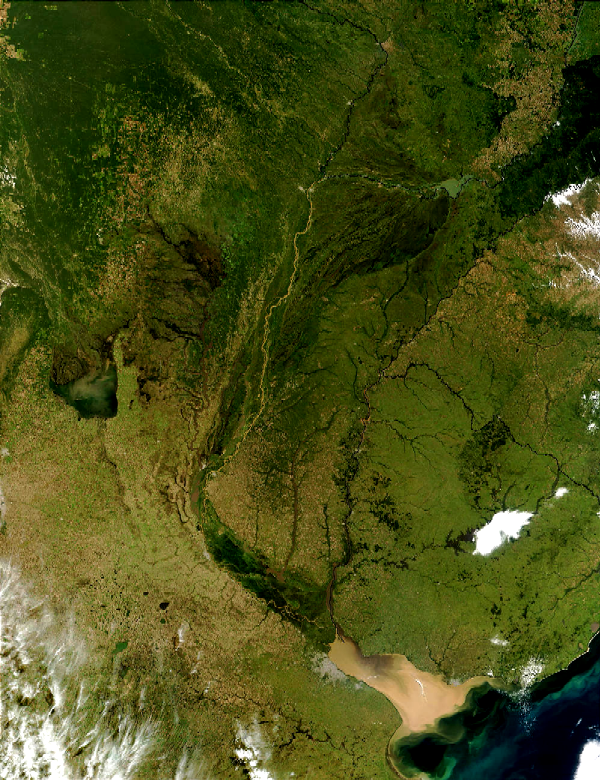
El sector norte de esta Provincia fitogeográfica.

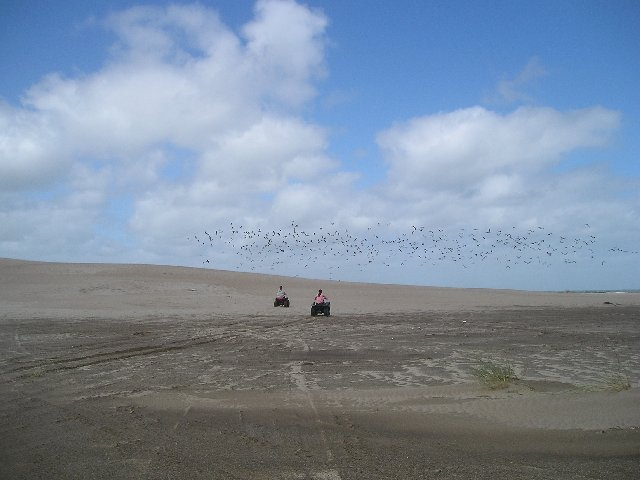
Dunas vivas de Villa Gesell con escaso pastizal sammófilo.

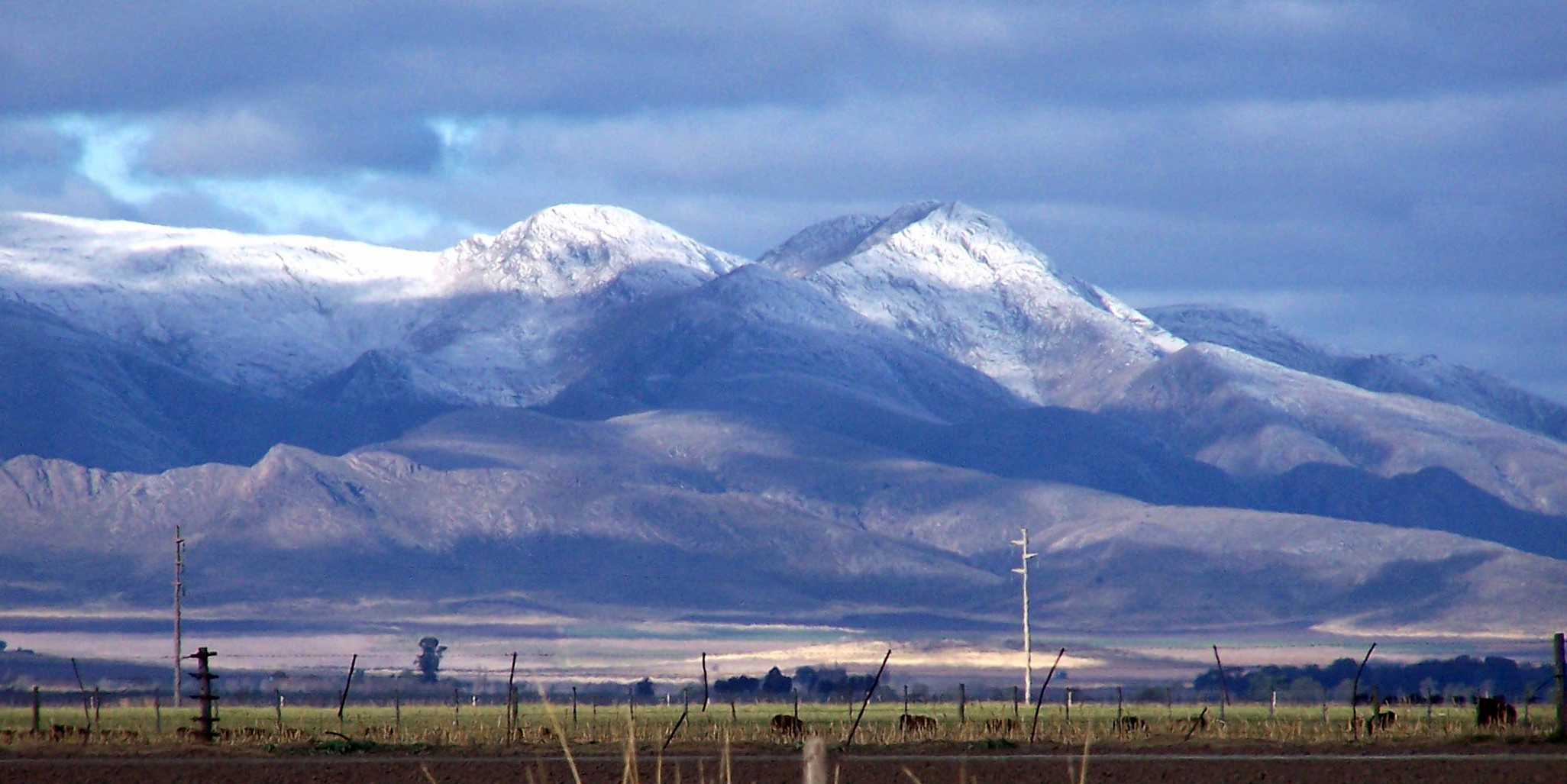
Pastizal en la sierra de la Ventana luego de una nevada.

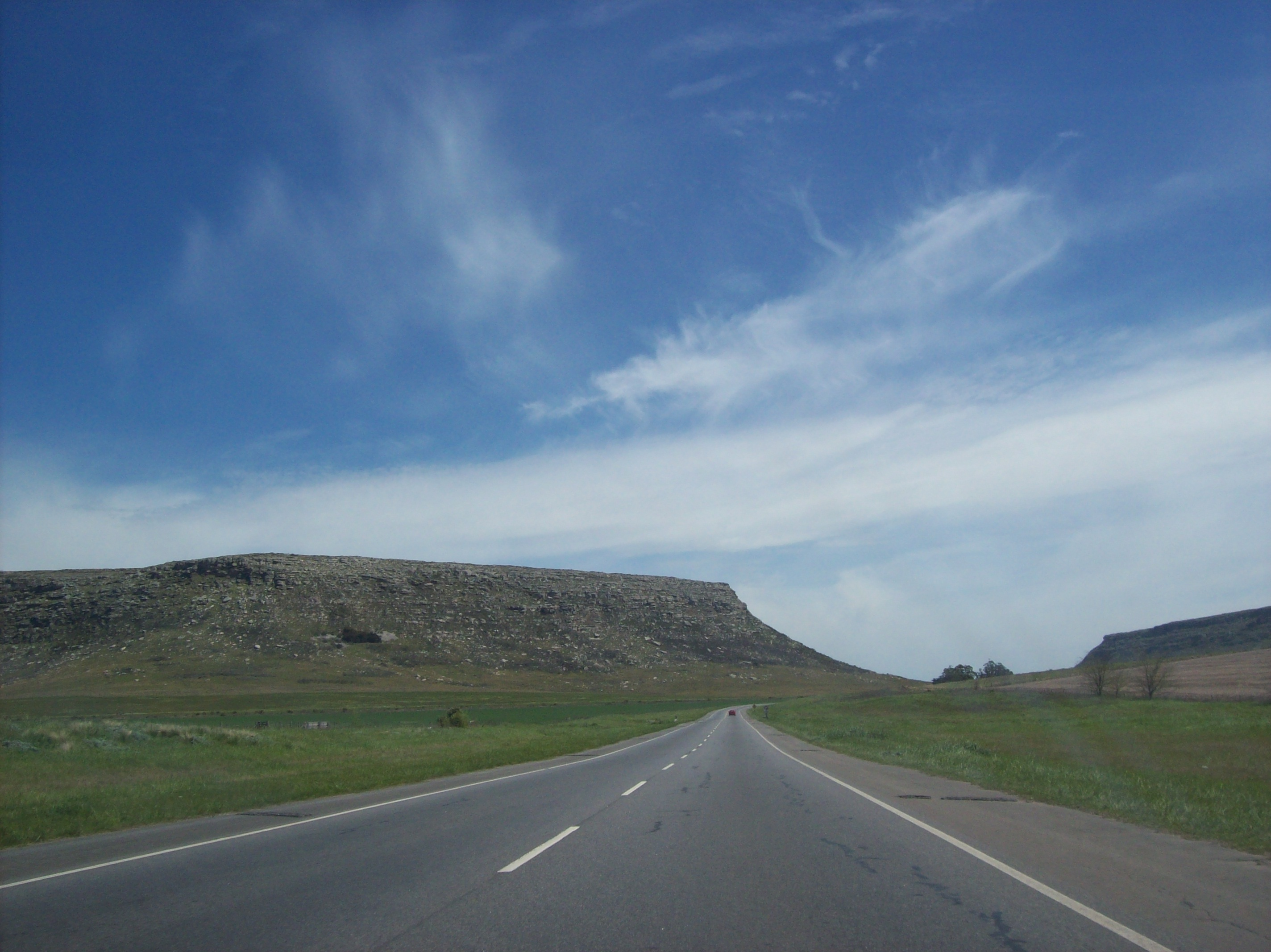
La Ruta Nacional 226 rodeada de sierras del Sistema de Tandilia en Puerta del Abra, Partido-municipio de Balcarce.

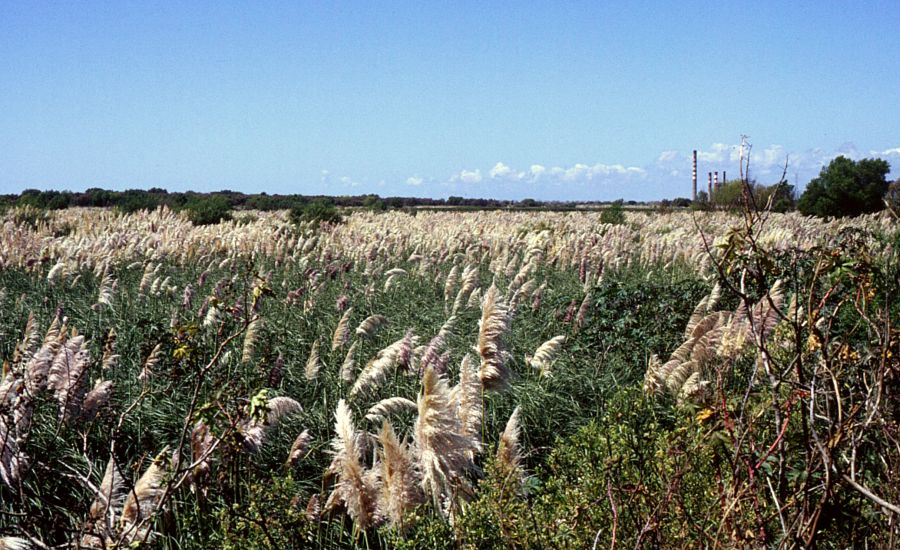
Cortaderia selloana en la Reserva Ecológica Costanera Sur. Esta es una gramínea característica de esta formación.

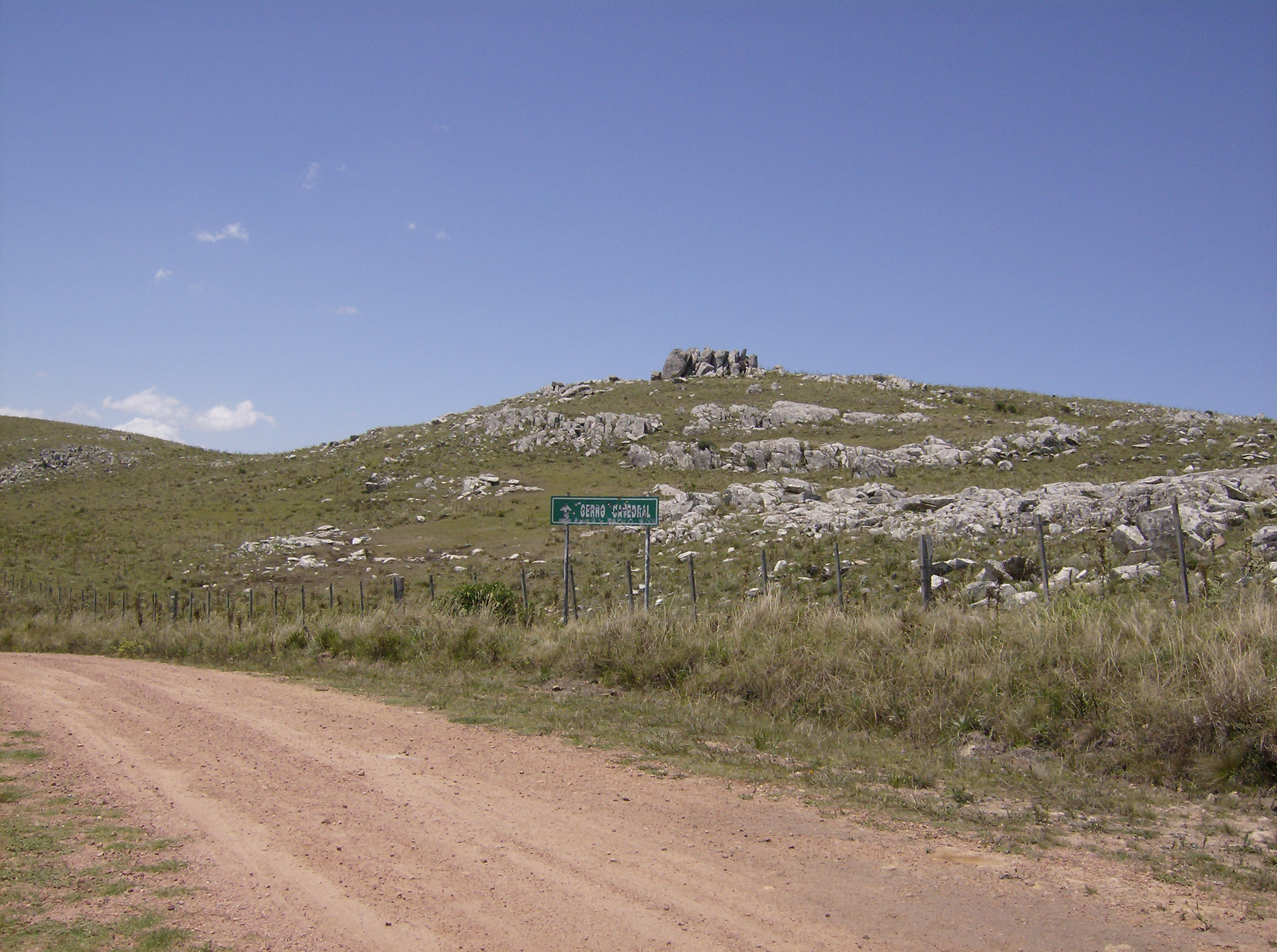
El cerro Catedral, de 513 msnm, se encuentra ubicado al norte del departamento de Maldonado, en el sudeste del Uruguay. Posee vegetación característica de esta formación.

## Sinonimia
Es también llamada: Província dos Campos do Sul, Domínio das Pradarias do Sul, "Região da Estepe (Campanha Gaúcha)", "Região da Savana Estépica (Campanha Gaúcha)", Formación de las Pampas, Formación de la Pampa, Pradera Pampeana, Pastizal Pampeano, Estepa Pampeana, Pampa, Plana Bonariense, Provincia Bonariense, Pastizales del Río de la Plata, etc.

## Distribución
Esta Provincia fitogeográfica comprende las llanuras orientales del Cono Sur americano. Se distribuye en la mitad sur del estado brasileño de Río Grande del Sur; gran parte del Uruguay; y en la Argentina se la encuentra en las provincias de: Entre Ríos —en el sudeste—, el sur de Santa Fe, el sudeste de Córdoba, el sudeste de San Luis, el noreste de La Pampa, y la mayor parte de la Provincia de Buenos Aires, llegando a las costas del mar Argentino y del océano Atlántico.
Las altitudes van desde el nivel del mar hasta los 1243 m s. n. m.

## Afinidades florísticas
Esta provincia fitogeográfica guarda estrecha relación con el distrito fitogeográfico de las sabanas de la provincia fitogeográfica chaqueña, y con el distrito fitogeográfico de los campos y malezales de la provincia fitogeográfica paranaense, con la cual se funde ecotonalmente. También repite muchos elementos de las abras de la provincia fitogeográfica del espinal, mientras que otros son de origen patagónico o andino, por lo que se ha propuesto que esta provincia fitogeográfica sea añadida al dominio fitogeográfico andino-patagónico.
Al ser su constitución de origen reciente, sobre ella han avanzado elementos de las Provincias fitogeográficas vecinas, amalgamándose en un campo propicio para su expansión, lo que generó una diversificación en muchos géneros, aunque carece de endemismos de importancia.

## Características
Esta provincia fitogeográfica se caracteriza por presentar una total ausencia de especies arbóreas, presentando tres estratos vegetales: el estrato herbáceo predominante, un estrato arbustivo por encima, y el muscinal por debajo. La comunidad climáxica es la estepa o pseudoestepa de gramíneas, de una altura de alrededor de 60 a 100 cm, la cual se ve modificada principalmente en función de las variaciones del suelo y clima, especialmente la disminución de las precipitaciones de nordeste a sudoeste. Posee dos descansos anuales, uno en el invierno y otro en el verano. 
En cada una de las estaciones desfavorables, la parte aérea se seca, pero las matas mantienen renuevos en sus bases, listas para volver a recomponer la estructura perdida cuando las condiciones sean favorables. Si el invierno no fue crudo, la vegetación funciona como sabana, con sólo un descanso, estival. Si los veranos son lluviosos, la vegetación funciona como pradera, con sólo un descanso, invernal.
Las Poáceas son acompañadas otras herbáceas y, en algunos sectores, por sufrútices o pequeños arbustos. Dominan los hemicriptófitos cespitosos. Solo en las sierras estos últimos logran mayor porte y variedad. Exceptuando en los sistemas serranos, faltan las leñosas y algunas familias características de América del Sur, por ejemplo las Bromeliaceae y las Cactaceae. La mayor parte de los componentes tienen características de xerofilia, la que es más frecuente y acentuada hacia el sur y el oeste. Por contraposición, en las zonas norte y noreste abundan más las gramíneas mesófilas. 
Cambios no climáxicos generan penetraciones de vegetación no pampeana, en especial en las costas de ríos y arroyos del sector norte, en las barrancas y en los cordones conchíferos, dunícolas, y serranos. También presenta comunidades edáficas propias, en los cordones dunícolas, serranos, humedales, sectores halófitos, etc. 
Dada la fertilidad del terreno, la mayor parte de la superficie de esta Provincia fitogeográfica ha sido históricamente alterada en forma intensiva, especialmente por la agricultura, y la ganadería. Son muy escasos los sectores no afectados y que mantienen aún su vegetación prístina, generalmente junto a vías férreas o caminos, por lo que la real composición de la vegetación en muchas áreas sólo fue posible definirla con cierto grado de conjetura, siendo imposible aseguran que aún en los relictos se observe fielmente la vegetación pampeana original. Los sectores agropecuariamente más marginales, por ser los de menores precipitaciones, los de suelos de inferior calidad, los serranos y los inundables han sido comparativamente menos modificados.

## Suelos
El origen de la llanura pampeana es el rellenado eólico de la gran fosa de hundimiento tectónico que se extiende hasta la región Chaqueña.
Los suelos en general se presentan con horizontes subsuperficiales arcillosos, y superficiales pardos o negros, ricos, profundos, fértiles, con altos contenidos de materia orgánica y nutrientes; son clasificados como molisoles, poseyendo excelente aptitud agrícola lo que, junto a la proximidad a los grandes puertos, ha motivado su aprovechamiento, desarrollándose en ellos una de las mayores áreas productivas en el mundo, perdiéndose con ello el conjunto florístico original casi por completo.
En el noreste presentan texturas finas, con limos y arcillas típicos del loess pampeano. En el suroeste en cambio son de una gradación granulométrica mayor, con texturas arenosas e incluso con frecuentes médanos fósiles, lo que genera limitaciones locales por su menor capacidad de retención de agua. En algunos sectores del pedemonte de las sierras del sur, bajo una delgada capa fértil, existe una gruesa capa de tosca o calcáreo. En las sierras se encuentran suelos esqueléticos, de rocas cristalinas o areniscas.
En algunas partes con relieves muy planos o de drenajes pobres, se presenta extensos sistemas de lagunas de aguas salobres o dulces, así como depresiones sujetas a inundaciones periódicas.

## Relieve
El relieve es plano o levemente ondulado. En sectores norteños y australes, algunas sierras de pocos cientos de metros hasta 1200 m s. n. m. cortan el horizonte, creando hábitats para plantas rupícolas endémicas.

## Clima
El clima más característico es el Pampeano, con variaciones desde templado-húmedo a subhúmedo, con veranos cálidos. Las temperaturas medias anuales varían de 15 °C en el sur a cerca de 19 °C en el norte.
Las precipitaciones se encuentran distribuidas durante todo el año, aunque son más intensas en las estaciones transicionales, siendo en general insuficientes durante el verano y escasas en el invierno. Disminuyen desde los 1500 mm en el nordeste hasta los 500 mm anuales aproximadamente en el sudoeste. 
Las heladas invernales se presentan en toda la región. La nieve es rara en el sur, y excepcional en el norte.

## Especies principales
La comunidad climáxica de este distrito es la estepa o pseudoestepa de gramíneas, denominada localmente: flechillar. Los principales taxones de poáceas son: Piptochaetium, Aristida, Setaria, Stipa, Melica, Briza, Poa, Eragrostis, Bromus, Paspalum, etc. 
Entre las nogramíneas acompañantes encontramos: Vicia, Daucus, Oxalis, Adesmia, Chaptalia, Berroa, Microsis, Gamochaeta, Chevreulia, Aster, etc.
Entre los sufrutices y arbustos destacan los géneros: Heimia, Eupatorium, Margyricarpus, Baccharis, etc.
Se presentan algunas comunidades edáficas o serales: estepas sammófilas, estepas halófitas, juncales, etc.

## Distritos fitogeográficos
Con algunas dificultades causadas por la destrucción de la vegetación prístina, a esta provincia fitogeográfica es posible subdividirla en varios distritos fitogeográficos:
- Distrito fitogeográfico pampeano uruguayense
- Distrito fitogeográfico pampeano oriental
- Distrito fitogeográfico pampeano occidental
- Distrito fitogeográfico pampeano austral